# グランプリ天国
『グランプリ天国』（グランプリてんごく、通称グラ天）は、村山文夫による日本の4コマ漫画作品。『F1速報』（三栄）にて連載していた。以前は『F1グランプリ天国』というタイトルであった。

## 特徴
実在するF1ドライバー・チーム関係者らが、大幅にデフォルメされて登場している。実際にF1界で起こった出来事のネタや、デフォルメされたドライバーのキャラクターネタなどがある。1996年頃にはフォーミュラ・ニッポンのネタもあった。
同作者のサッカー漫画『うるとらスーパーさぶっ!!』のモータースポーツ（F1）版とでも言うべき作品である。しかし歴史はこちらのほうが古く、1992年に双葉社の『F1 PRIX』という雑誌で連載が始まり、翌1993年より単行本が発刊された。しかし1994年シーズン開幕直前に雑誌が休刊となり連載が終了するも掲載誌無しで単行本を発刊し、1999年から『F1速報』での連載が始まった。
掲載はカラー原稿で以前は各号3本だったが、2002年よりオフシーズンを除き2本となっている。また、長編が掲載されたり、同誌の記事にキャラクターの挿絵が入ることがある。
単行本は2024年9月現在、通常版7巻と、双葉社時代のものを再編集した『グランプリ天国クラシック』2巻が刊行されている。また、カレンダーが2008年版から2020年版まで発売されており、他にも2008年用の年賀状や、F1速報の携帯サイトの有料会員特典である「画廊グラ天」のオリジナル待ち受けなど、様々なグッズ展開もされた。
2020年のF1速報オーストリアGP＆シュタイアーマルクGP合併号にてF1速報誌での4コマ漫画掲載を休止することが発表され、2024年9月現在はF1速報公式サイトの『つぶやきグラ天』と呼ばれる1コマ漫画の1グランプリ（ダブルヘッダー時は2グランプリ）毎の更新にとどまっている。

## 定番ネタ
キャラクターのセリフ
エディ・アーバイン「ギャース」、ハインツ＝ハラルド・フレンツェン「クエー」、ジョニー・ハーバート「こんちこれまたにくいよこの～」、小林可夢偉の「なんぼのもんじゃい！」など。
セリフに自分の名前が入る場合。ロバート・クビカ「クビか？」、ヘイキ・コバライネン「ヘイキヘイキ」など。
また、語尾に付く場合もある。ルーベンス・バリチェロ「～ケロ」、フェリペ・マッサ「〜まっさ」、セバスチャン・ベッテル「～ってる」、バルテリ・ボッタス「〜ったす」など。
ペドロ・デ・ラ・ロサは2010年から名前の区切り方に合わせて四文字の言葉を「○・○・○○」という形で多用している。
わがままセナ
アイルトン・セナが事あるごとに泣きながら手足をジタバタさせ「キーキー」と駄々をこねる。このネタは特にアラン・プロストのウィリアムズ加入決定時に濫用され、彼の事故死後も度々天国で駄々をこね続け、神様やその後故人となった登場人物たちを困らせている。
FIA会長のシューマッハいじめ
1994年のセナの死後、独走状態にあったミハエル・シューマッハを何としてでも失格にするべく、FIAの忍者軍団と共に画策するFIA会長のマックス・モズレーを描く。
モズレー会長は1994年の初登場時から悪役として登場していたが、同年のイギリスGPでのシューマッハの失格と2戦出場停止処分の確定以降、なりふり構わずシューマッハにペナルティを喰らわせようとする極めてあくどいキャラクターとして描かれるようになった。モズレー会長は以降も悪役として時折登場し、2008年のスキャンダル発覚後はパンツ一丁姿で鞭を振るうキャラクターとなっている。
作者によれば、1994年の雑誌での連載終了後も漫画を描き続けるきっかけとなったネタである。
せな太郎
1995年から1999年まで散発的に続いていたシリーズ。アイルトン・セナを幼児化したオリジナルキャラクターの「せな太郎」が、F1やカーレースを全く知らない大人たちに囲まれながら、F1ドライバーとしての才能を徐々に開花させていくというもの。
バドエルの憂鬱
行く先々のチームが恵まれていなかったルカ・バドエルを扱ったもの。フェラーリのテストドライバー時代はロリー・バーンなどと共にフェラーリの地下室の牢獄に入れられる描写で表現されていた。かつてはミケーレ・アルボレートも同様のキャラで描かれていた。
『グランプリ天国クラシック』で十数年ぶりに、まえがきにて復活した。
四角い顔のクルサード
デビッド・クルサードはグラ天でデビュー当時から長期にわたって活躍しているキャラクターであり（引退後もたびたび登場している）、年代によって様々なキャラの変遷を経ている。
- ウィリアムズ時代 (1994年-1995年) - 不甲斐ないキャラとして描かれるチームメイトのデイモン・ヒルとは対照的な、強気で優秀なルーキーとして描かれた。
- マクラーレン時代初頭 (1996年頃) - 1996年モナコグランプリでヘルメットのトラブルに見舞われたデビッド・クルサードが、頭の形が全く異なるミハエル・シューマッハのヘルメットを借りて走ったことに驚愕したロン・デニスが調子に乗ったことから、頭に試験管でもオカリナでも何でもかぶれてしまうというキャラになった。
- マクラーレン時代 (1999年頃-2004年) - 完全なセカンドドライバーとしてチーム総出で冷遇される、不憫なキャラ。ハッキネンと組んでいた時はロン・デニスや後述のイリア夫人からの圧力に苦しみ、キミ・ライコネンと組んでいた時はライコネンから揶揄われることが多かった。また、当時のクルサードのガールフレンドの名前が「ハイジ・ウィチリンスキ」であることに因み、『アルプスの少女ハイジ』のペーター役として登場したこともあった。
- レッドブル時代 (2005年-2008年) - 移籍当初はロン・デニスに「野生に返された」ことでイヌのような動物キャラとして描かれ、後期では菓子を片手にセカンドクラブの成り行きを見守るというキャラであった。

イリア様
ミカ・ハッキネンの妻（現在は離婚）であるイリア夫人が、ピットでサングラスをかけ腕組みをしながら夫を見守る様子から生まれたキャラクター。サングラスが「キラリーン」と光るがセリフはほとんどない。イリア夫人の姿を見たものは皆一同に怯えてしまい、ハッキネンへの批判やチームメイトのクルサードへの称賛を押し殺してしまう。また、ハッキネン自身が怯えてしまったこともあった。
看板シリーズ
2004年、一時期フリーの立場であったジャック・ヴィルヌーヴが、相手（主にジェンソン・バトン）を威嚇するため自身の看板を作るようになり、それが佐藤琢磨を始めとした他のキャラクターに広まった。
2008年にフェリペ・マッサがルイス・ハミルトンを威嚇するためフェルナンド・アロンソの看板を作成する形で復活するが、出来が悪く効果がなかった。
サングラスシリーズ
サングラスをかけるとその人の本音が出たり、性格が極端に悪くなってしまう。最初はB・A・Rのジェンソン・バトン（当時、いわゆるバトンゲートの渦中にあった）や佐藤琢磨、チームスタッフ達が使用していたが、バトンを通じて他チームでも徐々に広まり、その後は主にルイス・ハミルトンがサングラスを着用している。
また、サングラスとは逆の効果があるという「ハッピーメガネ」が登場した事があったが効果がなく長らく登場しなかったが、2014年にニキ・ラウダがニコ・ロズベルグに、ジェンソン・バトンがロン・デニスに掛けさせる形で復活している。
酔っぱライコネン
キミ・ライコネンの数々の酒乱エピソードをネタにしたもの。初登場は2002年フランスGPで初優勝目前でミスしてしまい、表彰台でシャンパンをがぶ飲みするシーンである。実際に泥酔事件を起こした後の2005年シーズンからは酔い潰れてパンツ一丁で寝ている状態で登場することが多くなり、逆に酔っていない状態で登場することの方が珍しくなっている。
直接には本人の関係ない事件でも、コマの隅の方で酔いつぶれて寝ているときもある（2009年のFIAとFOTAとの対立騒動のネタなど）。
セカンドクラブ
今やグラ天の象徴とも言うべきシリーズ。
2005年にバリチェロが同じ境遇（トップチームのセカンドドライバー）にあるジャンカルロ・フィジケラを誘って誕生したクラブで、現在のグラ天において代表的なネタである。
トレードマークの「2」と書かれた帽子は、2001年でバリチェロが実際に被っていた帽子が元になっている（「2」は当時のカーナンバー）。初代会長となったバリチェロは副会長のフィジケラと共にグラ天での登場回数が大幅に増えた。会員は他にクルサード、マーク・ウェバーなど。一時期、佐藤琢磨も加入していた。
ちなみにこの帽子、ミハエル・シューマッハ（メルセデスGP復帰後）等がかぶると力が抜けてしまうらしい。
会長はバリチェロ→フィジケラ（バリチェロのホンダ移籍に際して。後にバリチェロが会長に復帰）→ニック・ハイドフェルド（ホンダ撤退に際して。該当作品発表当時はブラウンGPはまだ設立されていなかった）→マーク・ウェバー（本人は最初拒否したが良いように言いくるめられて就任してしまった）。
後にセカンドクラブの後発団体として、「悶々クラブ」「ネンネンクラブ」「リザーブクラブ」「小さい「ッ」クラブ」も設立された。
長年セカンドクラブの代名詞的存在であったバリチェロは2010年に晴れて（一旦）卒業、ハンガリーGPでは幅寄せを敢行してきたシューマッハーに先述の通り帽子を被せ、強制的にセカンドクラブに入れてしまった。
ガス抜き帽子
この帽子を被ると、被ったドライバーの野心を後頭部からガスとして放出する。2004年にシューマッハのフェラーリのエースドライバーの座を狙っていたバリチェロとフィジケラにジャン・トッドとロス・ブラウンがこっそり被せたのが発端。
2009年にはマーク・ウェバーにも被せられたが、終盤戦に入りタイトル獲得の望みが見えた途端に野心の許容量を超えて壊れてしまった。以降ウェバーは野心を頭頂部から活火山の如く噴出するキャラになり、2010年ヨーロッパGPではこれを利用して一回転クラッシュから生還した事もある。
マッサの跳ね馬日記
フェリペ・マッサの心情を日記形式で表現するもの。フェラーリのドライバーに正式昇格した2006年から開始。
「ボクはマッサ」の書き出しで始まるのが特徴。ちなみに、姉妹ネタとしてニック・ハイドフェルドの「ニック日記」というものもあり、「ボクはニック」の書き出しで始まる。
ミナルディの「地獄巡り」
万年テールエンダーチームであるミナルディが、チーム代表のポール・ストッダート、創設者のジャンカルロ・ミナルディおよびドライバー2名で地獄（撤退寸前の状況）を駆け抜けていくというもの。2002年シーズンからレッドブルの買収による撤退を発表した2005年まで続けられた。
また、スーパーアグリも同じように綱渡りや、滝を登るなどで厳しい財政状況が表現されていた。
「時代の荒波」シリーズ
引退したドライバーや撤退したチームオーナーが、文字通り時代という名の荒波に飲み込まれていくシリーズ。たまにそこから這い上がり復活する者もいる。
赤ベコ軍団
ジャガーF1がレッドブルに買収された2005年から登場した。レッドブルのスタッフは全て赤い牛として描写され語尾に「モ～」が付く。そこから現在に至るまでレッドブルのチーム代表は赤い牛として登場している（トロロッソも姿こそ違えど同様、2015年よりフェラーリの代表も黒い馬の被り物を付けて登場するようになった）。
このネタの発端は2003年中盤からジャガーF1のチーム代表とスタッフが皆ジャガーの姿で描かれ始めたことであり、赤ベコ軍団の登場当初は赤い牛の被り物をしたジャガーという設定だった（被り物という設定は現在も続いている模様）。
過保護な中嶋さん
中嶋悟が昔は高木虎之介、最近では息子である中嶋一貴を見守るも心配しすぎてドタバタを繰り広げる。
ちなみに、中嶋悟や鈴木亜久里が現役時代の頃、作者の住まいの近所に中嶋悟そっくりの顔をした店主が勤めるラーメン屋があったらしい（それをネタにしたこともある）。
「F1ドライバーとなった息子を見守る父親」はよくネタにされ易く、ルイス・ハミルトンの父親のアンソニー・ハミルトンが同じような立場でロン・デニスや当時所属していたアロンソやコバライネン相手に息子の自慢話等をしていた他、似たようなネタにニコ・ロズベルグとケケ・ロズベルグ親子やネルソン・ピケJr.とネルソン・ピケ親子などが挙げられる。
こたつネタ
デビッド・クルサードとヤルノ・トゥルーリがこたつにて自分たちの先行き等を話し合っている。このネタはクルサードが引退した2008年まで続いた。たまに他のキャラも乱入してくることもある（バリチェロなど）。
オネエなマリヤ
フォース・インディアのチーム代表を務めていたビジェイ・マリヤを描いたもの。「マリヤ」の名前の響きからオネエキャラにされており、エイドリアン・スーティルやニコ・ヒュルケンベルグを溺愛している。連載が進むと、溺愛するドライバーにキスをしたいがために口が異様に伸びたり、そのチームメイトやライバルを（オネエキャラを捨てて）徹底的に虐めるなど極端なキャラクターが際立つようになった。
名前の響きからオネエキャラにされた例は過去にもあり、例として1998年にベネトンのチームマネージャーに就任したロッコ・ベネトンが挙げられる。
ベッテルの「ピキーッ」
セバスチャン・ベッテルがとあるタイミングで両目と口、牙が飛び出し「ピキーッ」という奇声を上げてコントロールを失い、この間の記憶が飛んでしまうというもの。2010年ベルギーGPでのバトンとの接触事故が発端となっており、ハミルトンが翌イタリアGPでこれを目撃して以来、ミスしたドライバーが自分を含めてこの状態になっていたのではとしばらく悩み苦しんだ。その後「ピキーッ」はベッテルの順位を下げるためにハミルトンや他ドライバーに上手く利用されてしまう。
このネタはフェラーリ移籍後の2017年より復活、しかも頻度が大幅に増えてしまいフェラーリは「ピキーッ」対策に苦悩するようになる。
また、ハミルトン自身もサングラスをつけると牙が生え蛇のような舌が飛び出す「ブギャー」状態になってしまうようになっている。
カムイのピコピコハンマー
小林可夢偉が自分より前のドライバー（主にバトン、アロンソ、ブエミ、シューマッハ等）をオーバーテイクする際にピコピコハンマーで叩く。可夢偉がポイントを獲得するとペーター・ザウバーの頭を叩かせてもらえるが、イギリスGP以降は叩きすぎて救急車を呼ぶ騒ぎになったり、ペーターの頭が激しく変形してしまうようになる（2011年にはペーターの頭が星のような形になったことを受けて自粛するも、今度はシューマッハを同じ目に遭わせた）。2011年以降はチームメイトのセルジオ・ペレスの予選での速さに危機感を持つなどして、道具を巨大な木槌や小刀に持ち替えていた時期もあった。
なお、登場初期の可夢偉の格好の元ネタは『カムイ伝』より（シンガポールGPからは通常のドライバースーツに戻っている）。

## 書誌情報
2024年9月現在、三栄（以前はニューズ出版）から7巻刊行されている。
また、双葉社から発売されていた単行本と、『F1 PRIX』の中から再編集したものが『F1速報 特別編集 グランプリ天国クラシック』として刊行されている。
- F1速報 グランプリ天国（1・2巻は当初『F1速報 F1グランプリ天国』として発売）

1. LAP1 1999～2000 - 2004年1月15日 ISBN 4-89107-249-0
2. LAP2 2001～2003 - 2004年1月15日 ISBN 4-89107-250-4
3. LAP3 2004～2006 - 2007年1月15日 ISBN 978-4-89107-448-7
4. LAP4 2007～2009 - 2010年1月28日 ISBN 978-4-77960-841-4
5. LAP5 2010～2012 - 2013年7月24日 ISBN 978-4-77961-867-3
6. LAP6 2013～2015 - 2016年10月8日 ISBN 978-4-77963-076-7
7. LAP7 2016～2018 - 2019年10月12日 ISBN 978-4-77964-020-9

- F1速報 特別編集 グランプリ天国クラシック

1. Vol.1 [1992～1995](Webの先行予約特典は『グラ天クラシック 特製ステッカー』) - 2009年6月25日 ISBN 978-4-7796-0681-6
2. Vol.2 [1996～1998](Webの先行予約特典は『あの頃のグラ天・特製ブックカバー』) - 2010年5月27日 ISBN 978-4-7796-0953-4

過去に双葉社から出版されていた単行本（現在は絶版）
- F1グランプリ天国
  1. 1994年3月 ISBN 978-4575933604
  2. 1995年3月 ISBN 978-4575933895
  3. 1996年3月 ISBN 978-4575934380
- 新・F1グランプリ天国
  1. 1997年3月 ISBN 978-4575960365
  2. 1997年10月 ISBN 978-4575960389
  3. 1998年3月 ISBN 978-4575960402
  4. 1999年4月 ISBN 978-4575960440
  5. 2000年2月 ISBN 978-4575936735

また、自費出版による『F1グランプリ天国2000』が作者のサイトにて発売されていた。